# Francisco Javier Cortés
Francisco Javier Cortés (25 oktober 1971) is een Spaanse langeafstandsloper, die gespecialiseerd is in de marathon. Hij vertegenwoordigde zijn land bij verschillende wereldkampioenschappen, maar won hierbij geen medailles. Hij is het meest bekend voor zijn overwinning bij de marathon van Amsterdam.
In 1996 debuteerde hij op de marathon met een tijd van 2:18.24 bij de marathon van Turijn. Bij de marathon Rotterdam in 1999 werd hij achtste en verbeterde zijn persoonlijk record tot 2:09.41. In 2000 werd hij tweede in 2:08.30 bij dezelfde wedstrijd en won de marathon van Amsterdam in 2:08.57. In 2001 verbeterde hij zijn persoonlijk record verder tot 2:07.48 en werd hierbij tweede bij de marathon van Hamburg.

## Persoonlijke records
| Onderdeel      | Prestatie | Datum             | Plaats    |
| -------------- | --------- | ----------------- | --------- |
| 5000 m         | 13.44,31  | 30 mei 1998       | Sevilla   |
| 10.000 m       | 27.49,58  | 10 april 1999     | Barakaldo |
| halve marathon | 1:02.02   | 27 september 1998 | Uster     |
| marathon       | 2:07.48   | 22 april 2001     | Hamburg   |

## Palmares

### 5000 m
- 1998:  Gran Premio Diputación in Sevilla - 13.44,31

### 10.000 m
- 1997: 5e Trofeo de Atletismo Ciudad de Barakaldo- B Race - 28.56,04
- 1999:  Trofeo de Atletismo Ciudad de Barakaldo - 27.49,58
- 1999: 5e Spaanse kamp. in Cáceres - 29.49,24
- 2002: 5e Spaanse kamp. in Barakaldo - 28.32,80

### 10 km
- 1998: 4e Conseil General in Marseilles - 28.13
- 2000: 4e Sant Silvestre Barcelonesa - 28.19
- 2001:  City of Girona - 30.22
- 2001:  Sant Silvestre Barcelonesa - 29.18

### 15 km
- 2002: 5e Corrida Festas da Cidade do Porto - 46.48

### 10 Eng. mijl
- 1997: 4e Guadiana - 49.43

### halve marathon
- 1994:  halve marathon van Igualada - 1:04.28
- 1994: 24e halve marathon van Oslo - 1:02.32
- 1997: 6e halve marathon van Málaga - 1:04.37
- 1998:  halve marathon van Oruna de Pielagos - 1:03.46
- 1998: 18e WK in Uster - 1:02.02
- 2000: 5e halve marathon van Zamora - 1:04.00
- 2001:  halve marathon van Azpeitia - 1:02.32
- 2001: 9e halve marathon van Arona - 1:06.19
- 2002: 12e halve marathon van Brussel - 1:02.13
- 2002:  halve marathon van Logroño - 1:05.58
- 2003:  halve marathon van Terrassa - 1:07.36
- 2003: 5e halve marathon van Azpeitia - 1:05.19
- 2003:  halve marathon van Pamplona - 1:05.29
- 2003: 4e halve marathon van Santa Cruz de Tenerife - 1:06.40
- 2004:  halve marathon van Terrassa - 1:04.32
- 2004: 4e halve marathon van Ribadavia - 1:03.18
- 2005: 4e halve marathon van Terrassa - 1:09.26
- 2005: 4e halve marathon van Zaragoza - 1:02.52
- 2005: 38e WK in Edmonton - 1:05.36

### marathon
- 1996: 21e marathon van Turijn - 2:18.24
- 1999: 8e marathon van Rotterdam - 2:09.41
- 1999: 50e WK in Sevilla - 2:32.06
- 2000:  marathon van Rotterdam - 2:08.30
- 2000:  marathon van Amsterdam - 2:08.57
- 2001:  marathon van Hamburg - 2:07.48
- 2001: 41e WK in Edmonton - 2:28.48
- 2002: 4e marathon van Tokio - 2:13.02
- 2002: 9e marathon van München - 2:14.14
- 2003: 10e marathon van Londen - 2:10.39
- 2003: 66e WK in Parijs - 2:29.53
- 2005: 84e marathon van Otsu - 2:31.07
- 2006: 17e marathon van Londen - 2:15.51

### veldlopen
- 1990: 21e WK junioren in Aix-les-Bains - 23.43
- 1999: 23e WK in Belfast - 41.14
- 2000: 19e WK in Vilamoura - 36.26
- 2002: 41e EK in Medulin - 30.12